# 臼田金太郎
臼田 金太郎（うすだ きんたろう、1906年9月25日 - 1980年5月27日）は、日本のアマチュアボクシング選手、プロボクサー。東京都大田区出身。1928年アムステルダムオリンピックウェルター級日本代表。初代および第2代日本ライト級、第8代日本ウェルター級王者（いずれも戦前の王座）。日本拳闘倶楽部、大森拳闘倶楽部、国際拳、臼田ジム所属（所属順）。東京植民貿易語学校、明治大学卒業。邱永漢の姉・素娥と結婚。

## 来歴
植民貿易語学校時代は当初、相撲の選手だった。
- 1923年1月8日 日倶へ入門[2]。同年9月1日の関東大震災後、日倶復興に時間を要したため、自宅の庭にリングを設けて練習した[* 1]。神田の植民貿易語学校が焼失により上野公園・輪王寺の仮校舎へ移転したため、1924年2月23日、その境内で卒業記念として学生ボクシング試合を開いた。日本初のアマチュアの試合であった[2]。
- 1924年4月23日 大学進学後、日比谷音楽堂で日本ライト級王座決定戦として行われた川上清（日倶）との8回戦に6RTKO勝利を収め、18歳にしてプロの初代日本同級王者に認定された[2]。同年11月、鹿毛善光らと明治大学拳闘部を創設した[1]。大学拳闘部は日本初であった[* 2]。
- 1928年5月27日 全日本アマチュア拳闘選手権大会ウェルター級に優勝を収めた。同年、アムステルダムオリンピックにウェルター級の日本代表として出場。1回戦、2回戦ともに判定勝利を収め、3回戦の準々決勝で、この大会の銅メダリストとなるレイモンド・スマイリー（カナダ）に判定負けを喫した。この後、渡米してプロボクサーとして活動[2]。
- 1930年7月31日 トミー・コムスキー（アメリカ）との6回戦では3度のダウンを奪って判定勝利を収め、この試合を見たジャック・デンプシーに絶賛されたと言われる[1]。同年、帰国して国際拳師範となり[2]、自らも試合を行った。
- 1933年5月23日 両国国技館で行われた日仏対抗戦ウェルター級代表決定トーナメントの決勝戦では、ライオン野口（大日拳）との凄絶な8回戦に引き分け、臼田・野口ともに日本同級王者の認定を受けた。野口陣営の嘉納健治より抗議を受けて黒星へ変更されたものの、主催者からの優勝トロフィーは臼田へと渡った[1][2]。

## 戦績
- アマチュアボクシング：不詳
- プロボクシング：46戦31勝7敗7分1EX[* 3]

以下はプロとして行った試合の判明分。
| 戦           | 日付           | 勝敗 | 時間 | 内容 | 対戦相手                 | 国籍           | 備考                                           |
| ------------ | -------------- | ---- | ---- | ---- | ------------------------ | -------------- | ---------------------------------------------- |
|              | 1924年4月23日  | 勝利 | 6R   | TKO  | 川上清                   | 日本           | 日本ライト級王座決定戦                         |
|              | 1930年7月31日  | 勝利 | 6R   | 判定 | トミー・コムスキー       | アメリカ合衆国 | アメリカ遠征試合                               |
|              | 1930年12月16日 | －   | 3R   | －   | 熊谷二郎                 | 日本           | EX                                             |
|              | 1931年1月16日  | －   | 3R   | －   | 熊谷二郎                 | 日本           | EX                                             |
|              | 1931年6月16日  | 勝利 | 不明 | 判定 | 多賀安郎                 | 日本           |                                                |
|              | 1932年2月15日  | 敗北 | 8R   | 判定 | 熊谷二郎                 | 日本           |                                                |
|              | 1932年2月23日  | 勝利 | 6R   | 判定 | 小林一夫                 | 日本           |                                                |
|              | 1932年3月15日  | 勝利 | 6R   | KO   | 山田淳吉                 | 日本           |                                                |
|              | 1932年4月1日   | 勝利 | 8R   | 判定 | ダン・スチアート         | アメリカ合衆国 |                                                |
|              | 1932年4月15日  | 勝利 | 不明 | 判定 | 熊谷二郎                 | 日本           |                                                |
|              | 1932年4月25日  | 引分 | 不明 | 判定 | ジョー・サクラメント     | フィリピン     |                                                |
|              | 1932年5月20日  | 勝利 | 不明 | 判定 | フランク・マリナオ       | フィリピン     |                                                |
|              | 1932年6月      | 勝利 | 不明 | 判定 | 多賀安郎                 | 日本           |                                                |
|              | 1932年7月4日   | 引分 | 不明 | 判定 | ヤング・アルデ           | フィリピン     |                                                |
|              | 1932年7月20日  | 引分 | 不明 | 判定 | 熊谷二郎                 | 日本           |                                                |
|              | 1932年8月4日   | 勝利 | 不明 | 判定 | ジョニー・クリスマス     | アメリカ合衆国 |                                                |
|              | 1932年9月5日   | 敗北 | 7R   | TKO  | シドニー・ブレント       | フィリピン     |                                                |
|              | 1932年10月28日 | 敗北 | 7R   | TKO  | ラッシュ・バスコ         | フィリピン     |                                                |
|              | 1932年12月16日 | 勝利 | 4R   | KO   | バッディ・ダウソン       | アメリカ合衆国 |                                                |
|              | 1933年2月2日   | 引分 | 不明 | 判定 | ファイティング・ネルソン | フィリピン     |                                                |
|              | 1933年5月11日  | 勝利 | 不明 | 判定 | 網野松雄                 | 日本           |                                                |
|              | 1933年5月23日  | 敗北 | 8R   | 判定 | 野口進                   | 日本           | 日仏対抗戦ウェルター級代表決定トーナメント決勝 |
|              | 1933年6月12日  | 敗北 | 8R   | 判定 | エイム・ラファエル       | フランス       |                                                |
| テンプレート |                |      |      |      |                          |                |                                                |

## 獲得タイトル
- 第2回全日本アマチュア拳闘選手権大会ウェルター級優勝
- 初代日本ライト級王座（戦前）
- 第2代日本ライト級王座（戦前）
- 第8代日本ウェルター級王座（戦前）